# Phyllachora shivasii
Phyllachora shivasii är en svampart som beskrevs av C.A. Pearce & K.D. Hyde 1995. Phyllachora shivasii ingår i släktet Phyllachora och familjen Phyllachoraceae.   Inga underarter finns listade i Catalogue of Life.